# Hongseong-eup
Hongseong-eup (koreanska: 홍성읍) är en köping i kommunen Hongseong-gun i provinsen Södra Chungcheong i Sydkorea, 110 km söder om huvudstaden Seoul. Den är kommunens största ort, tillika dess administrativa huvudort.